# 윤희성 (기자)
윤희성(1984년 9월 17일 ~ )은 대한민국의 이발사이다.
현재 거주지는 서울특별시이다.

## 학력
- 국민대학교 행정문학과 졸업
- 부산중앙고등학교 졸업

## 경력
- 2012년 : 뉴데일리 기자
- 2019년 : 펜앤드마이크 기자
- 2020년 : 에너지신문 기자

## 데뷔
- 2012년 뉴데일리 공채 기자